# Freifeld
Unter Freifeld versteht man in der Akustik eine Schallsituation, in der keine Reflexionen auftreten. 
Im Freifeld wird der gesamte Schall, den ein Hörer (oder ein Mikrofon) aufnimmt durch den Direktschall einer Schallquelle bestimmt. Das Freifeld wird auch mit Direktfeld bezeichnet.
Freifeldbedingungen finden sich in der Natur nur, wenn z. B. Reflexionen am Boden keine Rolle spielen, z. B. bei Neuschnee auf einem Feld oder annähernd bei gut schallabsorbierenden Böden (Laub, trockener Sand etc.)
Freifeldbedingungen können künstlich in reflexionsarmen Räumen hergestellt werden. Insbesondere in der akustischen Messtechnik und bei Hörversuchen spielen Untersuchungen unter Freifeldbedingungen eine große Rolle, da dann die Ergebnisse nur von dem Schall der Schallquelle beeinflusst werden und nicht von Reflexionen des Raums.
Auch bei Sprach- und Tonaufnahmen strebt man oft Reflexionsfreiheit an, wie unter Freifeldbedingungen, und sei es auch nur, um über entsprechende Nachverarbeitung gezielt einen gewünschten Raumeindruck hinzufügen zu können, der nicht vom Aufnahmeraum verfälscht ist.